# اشتون (ویسکانسین)
اشتون (به انگلیسی: Ashton) یک منطقهٔ مسکونی در ایالات متحده آمریکا است که در اسپیرنگ فیلد واقع شده‌است. اشتون ۳۰۵٫۱۱ متر بالاتر از سطح دریا واقع شده‌است.